# Stephan Trüby
Stephan Trüby (* 19. März 1970 in Stuttgart) ist Architekturtheoretiker und Professor für Grundlagen Moderner Architektur und Entwerfen an der Universität Stuttgart und Publizist politischer Debattenbeiträge.

## Leben
Stephan Trüby wuchs in Wernau am Neckar auf und studierte von 1993 bis 1996 Architektur und Städtebau an der Universität Stuttgart. 1996 ging Trüby nach London an die Architectural Association School of Architecture.
Nach einer Anstellung als Wissenschaftlicher Mitarbeiter am IGMA der Universität Stuttgart (2001–2007) hatte er ab 2007 eine Gastprofessur für Architektur an der Staatlichen Hochschule für Gestaltung in Karlsruhe inne und war von 2009 bis 2014 Direktor des Studiengangs MAS Szenografie/Spatial Design an der Zürcher Hochschule der Künste. Gemeinsam mit dem niederländischen Architekten Rem Koolhaas leitete Trüby von 2012 bis 2013 ein Studio an der Graduate School of Design der Harvard University und war Forschungsleiter der von Koolhaas kuratierten Architekturbiennale Venedig 2014 (Fundamentals).
Im März 2014 wurde Trüby als Assistenz-Professor für Architektur und Kulturtheorie an die TU München berufen. Zu seinen dortigen Forschungsschwerpunkten gehören die Architektur und der Städtebau vor allem des 20. und 21. Jahrhunderts, im Besonderen die Ökonomie der Architektur und des Urbanismus sowie die Elemente und Synthesen des architektonischen Raumes.
Seit April 2018 leitet Trüby als Professor das IGMA – Institut für Grundlagen moderner Architektur und Entwerfen an der Universität Stuttgart.
Neben seinen wissenschaftlichen Tätigkeiten gibt es von Trüby einige politische Debattenbeiträge (z. B. in der FAZ und der Zeit). Der Spannungsbogen reicht hierbei von Sozialem Wohnungsbau über die Auseinandersetzung mit der AfD bis zum Thema der Rekonstruktionen historischer Altstädte in Deutschland, wie etwa dem partiellen Wiederaufbau eines Teils der Frankfurter Altstadt (Dom-Römer-Projekt), den er im Kontext aktueller rechtspopulistischer Tendenzen betrachtet. Trübys Thesen fanden auch international Beachtung, beispielsweise im Observer.
Mit der Literaturwissenschaftlerin und Librettistin Tina Hartmann und zwei gemeinsamen Töchtern lebt er in Stuttgart.

## Werke
Gebäude stehen gemäß Trüby „im Kontext kultureller (nationaler, regionaler etc.) Differenzen wie im Kontext von Transmissionsprozessen. … Sie sind Resultate kultureller Evolution, … und verdanken sich einer komplexen Gemengelage aus ökonomischen, politischen, materiellen und stilistischen Faktoren, aus Traditionen, Handwerkerregeln, Software-Rahmenbedingungen etc.“
Im Zentrum von Trübys Arbeiten steht das sogenannte „Korridor-Phänomen“, das er 2011 unter dem Titel Geschichte des Korridors an der Hochschule für Gestaltung in Karlsruhe in seiner Doktorarbeit abgehandelt hat. Peter Sloterdijk und Heiner Mühlmann waren Gutachter der Arbeit. Sloterdijk notierte: „Der Korridor wird hier zum Helden einer Phänomenologie des ‚mißliebigen Raums‘. Niemand hat den Korridor erfunden – er ist der Architektur gleichsam unterlaufen.“

### Buchveröffentlichungen
Monographien
- 2020: Rechte Räume. Politische Essays und Gespräche, Bauwelt Fundamente, Band 169, Basel: Birkhäuser.
- 2018: Geschichte des Korridors, Schriftenreihe Architektur und Kulturtheorie, Band 2, München: Fink.
- 2017: Absolute Architekturbeginner: Schriften 2004–2014, Schriftenreihe Architektur und Kulturtheorie, Band 1, München: Fink.
- 2008: Exit-Architecture. Design between War and Peace. Vienna: Springer (dt.: Exit-Architektur. Design zwischen Krieg und Frieden, Vienna: Springer, 2008).

Herausgeberschaften
- 2019: Bayern, München. 100 Jahre Freistaat. Eine Raumverfälschung, Schriftenreihe Architektur und Kulturtheorie, Band 5, München: Fink (mit Verena Hartbaum, University of Looking Good, c/o now).
- 2017: Dienstbarkeitsarchitekturen. Vom Service-Korridor zur Ambient Intelligence, Berlin / Tübingen: Wasmuth (hrsg. mit Markus Krajewski und Jasmin Meerhoff).
- 2016: Germania. Venezia. Die deutschen Beiträge zur Architekturbiennale Venedig seit 1991: Eine Oral History, Schriftenreihe Architektur und Kulturtheorie, Band 3, München: Fink (mit Verena Hartbaum).
- 2014: Geldkulturen: Ökonomische, philosophische und kulturtheoretische Perspektiven, München: Fink (hrsg. mit Gerhard Buurman).
- 2014: Elements of Architecture, Venice: Marsilio (hrsg. mit Rem Koolhaas und James Westcott).
- 2009: Hertzianismus: Elektromagnetismus in Architektur, Design und Kunst, München: Fink.
- 2008: The World of Madelon Vriesendorp, London: AA Publications (hrsg. mit Shumon Basar).
- 2006: 5 Codes – Architecture, Paranoia and Risk in Times of Terror, Basel/Boston/Berlin: Birkhäuser (hrsg. mit Gerd de Bruyn, Daniel Hundsdörfer und Iassen Markov; dt.: 5 Codes – Architektur, Paranoia und Risiko in Zeiten des Terrors, Basel/Boston/Berlin: Birkhäuser, 2006).
- 2003: architektur_theorie.doc. Texte seit 1960, Basel/Boston/Berlin: Birkhäuser (hrsg. mit Gerd de Bruyn).